# 泉太郎
泉 太郎（いずみ たろう、1976年 - ）は日本の現代美術家、映像作家。奈良県出身。多摩美術大学絵画学科卒業、同大学院修士課程修了。映像を使ったインスタレーション作品を発表している。

## 経歴

### 個展
- ザイレント（麹町画廊, 東京, 2003）
- トロッコ(ヒロミヨシイ, 東京, 2006）
- ゲーム台 (倉）(buro13 by ヒロミヨシイ, 東京, 2007）
- junglebook(gallery stump Kamakura, 鎌倉, 2008)
- マジシャンのパン・日食(ヒロミヨシイ, 東京, 2008）
- 山ができずに穴できた( NADiff GALLERY , 東京, 2009)
- HELSINKI(GALERIE G.-P. & N. VALLOIS , パリ, 2009)
- クジラのはらわた袋に隠れろ、ネズミ(アサヒ・アートスクエア , 東京, 2010)
- 捜査とあいびき（ヒロミヨシイ, 東京, 2010）
- こねる（神奈川県民ホールギャラリー, 神奈川, 2010）
- cloud, looks like a spider（NADiff Window Gallery, 東京, 2011）
- 勇ましいあくび（ヒロミヨシイ, 東京, 2011）
- ヤブ医者／髭の中（スプラウト・キュレーション, 東京, 2011）
- 動かざる森の便利、不便利 Tamagawa Art Gallery Projects 2011-2012 no.4（玉川大学, 東京, 2011）
- 皺の源 (GALERIE G.-P. & N. VALLOIS , パリ, 2013)
- CSLAB EXHIBITION Vol.2 泉太郎「貝塚と生活」(東京造形大学CS-Lab, 東京, 2013)
- 眩む足場 / しびれる足に寄り添ううなぎ (hiromiyoshii ropponngi, 東京, 2013)
- たしかめる（アーツイニシアティヴトウキョウ [AIT／エイト] , 東京, 2013）
- 連絡→（HIGURE 15-17 cas, 東京, 2013）
- No Night, Day Neither : Follow Fluxus 2014（The Nassauischer Kunstverein, ヴィースバーデン, 2014）
- 合同ピ、解放ポ（タケニナガワ, 東京, 2014）
- わら時、ポ会の術(多孔式豆腐における内臓体消失研究チーム発表会) （アートセンター オンゴーイング, 東京, 2015）
- Pan  [キュレーター : ジャン・ド・ロワジー]（パレ・ド・トーキョー, パリ, 2017）
- night lie(Galerie Georges-Philippe & Nathalie Vallois , パリ, 2017）
- 突然の子供 （金沢21世紀美術館、金沢, 2017）
- ←連絡（タケ ニナガワ、東京, 2017）
- 『余地の声／余地の市／反面、人／紀行／反対まで／スローカット/述べる/／岾／ベリーニューチーム／ニューチーム/オールドスクール／影の底、鮭の腹／ハウンドブック&バック／おウィークエンド／苔／ミュージック/ミュージッシャン／ボードのレール／あの子が自慢の草履取り／多摩州／若い仙人の山、沸騰して溶ける／その山どけ／太陽にさらけ出す概要、九つの詩／甲羅に書き削った詩の踊り／光る詩／「ジャイアンアントキリング」の続編／「アントキリング」の続編／薮蛇行動学／草刈り／ツアーファイル ／ハイランズ／スクランブルタイランド／猿、鳥たち／「お眠り、炎、羽根たちの瞬き」／「お眠り、炎、水膨れの枕」／「お眠り、炎、点の石」／sony vs panasonic／うるさい扉のナビゲーションフック／ナビゲーションフット／生命にかかわること』（多摩美術大学 八王子キャンパス アートテーク・ギャラリー, 2018）
- My eyes are not in the centre （White Rainbow, ロンドン, 2018）
- スロースターター バイ セルフガイダンス（名古屋芸術大Art&DesignCenter, 愛知, 2019）
- MAT Exhibition vol.8 「とんぼ」（Minatomachi POTLUCK BUILDING, 愛知, 2020）
- コンパクトストラクチャーの夜明け（タケニナガワ, 東京, 2020）
- ex （ティンゲリー美術館, バーゼル, 2020）
- 電源（カプセル, 東京, 2021）
- コドクエクスペリメント（タケニナガワ, 東京, 2022）
- あへつくり（カプセル, 東京, 2022）
- Sit, Down. Sit Down Please, Sphinx.：泉太郎（東京オペラシティアートギャラリー、東京、2022-2023）

### グループ展
- Field of Dreams (Project Room/小山登美夫ギャラリー, 東京, 2005)
- The World is Mine (ヒロミヨシイファイブ, 東京, 2005)
- 福武ハウス in 越後妻有アートトリエンナーレ2006 (新潟, 2006）
- After the Reality (Daich Projects,ニューヨーク, 2006）
- 夏への扉－マイクロポップの時代（水戸芸術館, 2007）
- COLLECTOR'S CHOICE:Collection 2 (Daelim Contemporary Art, ソウル, 2007）
- Out of the Ordinary:New Video from Japan (Museum of Contemporary Art , ロサンゼルス, 2007)
- Techniques of Storytelling_speaking of unspeakable (SamzieSpace,LOOP ,ソウル, 2007）
- 食と現代美術2008 (BankART1929,横浜,2008）
- LandmarkProject3 国道16号線を越えろ! ←野毛にいこう(野毛山地区, 横浜, 2008）
- THE ECHO (ZAIM, 横浜, 2008)
- TOKYO NONSENSE (SCION Installation L.A., ロサンゼルス, 2008)
- BETWEEN ART AND LIFE. PERFORMATIVITY IN JAPANESE ART. (Centre d´Art ：Contemporain Geneve, スイス, 2008)
- UNLIMITED(アプリュス（A＋）, 東京, 2009)
- ヴィデオを待ちながら 映像、60年代から今日へ(東京国立近代美術館, 東京, 2009)
- Re:Membering -Next of Japan- (Gallery LOOP, 韓国, 2009)
- ウィンター・ガーデン：日本現代美術におけるマイクロポップ的想像力の展開 (原美術館, 東京, 2009)
- こども＋おとな＋夏の美術館 まいにち、アート!! (群馬県立近代美術館, 群馬, 2009)
- CREAM ヨコハマ国際映像祭2009 「動物園にエイゾウがやってきた!!」 (CREAM ヨコハマ国際映像祭2009 サテライト会場 横浜市立野毛山動物園, 横浜, 2009)
- POST.O: The Reverse of TOPOS (Garden City Space of Art, 台湾, 2009)
- Extra/Ordinary: Video Art from Asia (University Of Kansas, Spencer Museum of Art, カンザス, 2009）
- Twist and Shout: Comtemporary Art from Japan (Bangkok Art and Culture Centre, タイ, 2009)
- 日常　場違い　Everyday life Another space (神奈川県民ホールギャラリー, 神奈川, 2009)
- MOTコレクション　入口はこちら − なにがみえる? (東京都現代美術館, 東京, 2010)
- TRUST Media City Seouｌ　2010 (Seoul Museum of Art, ソウル, 2010)
- CITY 2.0--WEB世代の都市進化論（EYE OF GYRE, 東京, 2010）
- Media Landscape - Zone East, リパプールビエンナーレ関連企画（Contemporary Urban Center, リバプール, 2010）
- 暴力と宇宙 (island, 柏, 2011)
- Shifting Surfaces : Experience, Perspectives and Media (Artsonje Museum, キョンジュ, 2011)
- JAPANCONGO: Carsten Hollers double-take on Jean Pigozzis collection（グルノーブル現代アートセンター, フランス / 現代美術センター, モスクワ / パラッゾ・レアーレ, ミラノ, 2011）
- MOTコレクション  サイレント・ナレーター　それぞれのものがたり (東京都現代美術館, 東京, 2011)
- Invisibleness is Visibleness: International Contemporary Art Collection of a Salaryman-- Daisuke Miyatsu（台北現代美術館, 台北, 2011）
- ヨコハマトリエンナーレ2011 OUR MAGIC HOUR 世界はどこまで知ることができるか? (日本郵船海岸通倉庫, 横浜, 2011)
- オムニログ：オルタネイティング カレント：3.11以降の日本現代美術  (パース・インスティチュート・オブ・コンテンポラリー・アート, オーストラリア, 2011)
- 小金井アートフル・ジャック! バミューダトライアングル (シャトー小金井, 東京, 2012)
- 泉太郎キュレーション展：有袋類 (TALION GALLERY, 東京, 2012)
- 池田シゲルキュレーション展：縁側つなわたり・無理強いの計 (TALION GALLERY, 東京, 2012)
- パリに笑壷を運ぶ - 現代日本映像作品展 (パリ日本文化会館, パリ, 2012)
- リアル・ジャパネスク－世界の中の日本現代美術 (国立国際美術館, 大阪, 2012)
- THE ECHO - Although I am still alive (Kunstraum Kreuzberg - Bethanien, Projektraum, ベルリン, 2012)
- VOICE OF IMAGES (Palazzo Grassi Francois Pinault Foundation, ベニス, 2012)
- であ、しゅとゅるむ (名古屋市民ギャラリー矢田　第１展示室, 名古屋, 2013)
- identity IX -curated by Reiko Tsubaki- (nichido contemporary art, 東京, 2013)
- MOTコレクション 第2部 ぼくからきみへ —ちかくてとおいたび— (東京都現代美術館, 東京, 2013)
- アートがあればⅡ ─ 9人のコレクターによる個人コレクションの場合 (東京オペラシティ アートギャラリー, 東京, 2013)
- あいちトリエンナーレ2013並行企画「ユーモアと飛躍」(岡崎市美術博物館 , 愛知, 2013)
- 六甲ミーツ・アート 芸術散歩2013 (六甲ガーデンテラス他 , 兵庫, 2013)
- 森美術館10周年記念展「アウト・オブ・ダウト展ー来るべき風景のために（六本木クロッシング2013）」  (森美術館 , 東京, 2013)
- DOUBLE MESSAGE（SCAI THE BATHHOUSE, 東京, 2013）
- JAPON（Abbaye St André Centre d'art contemporain Meymac, フランス, 2014）
- 開館20周年記念　MOTコレクション特別企画 クロニクル1995（東京都現代美術館, 東京, 2014）
- Paris, Frame ─ Out of Frame（Paris bibliothèques, パリ, 2014）
- コレクション II（国立国際美術館, 大阪, 2014）
- Portrait de 3/4（Galerie Georges-Philippe & Nathalie Vallois , パリ, 2014）
- ウィンター・ガーデン：日本現代美術におけるマイクロポップ的想像力の展開（キュレーター: 松井みどり)（マレーシア科学大学トゥアンク・ファウジア博物館 &ギャラリー, ペナン, 2015)(マラヤ大学アートギャラリー, クアラルンプール, 2015)(高雄市文化センター, 高雄, 2015)(香港アートセンター, 香港, 2015)(53美術館, 広州, 2015)(コアラスペース, 天津, 2015)
- 光（泉太郎＋山下拓也）(タリオンギャラリー, 東京, 2015)
- Paris – Frame & Out of Frame (Galerie de l'Alliance Française, ブエノスアイレス, 2014)(コルドバ, 2015)
- われらの時代：ポスト工業化社会の美術（ 金沢21世紀美術館, 金沢, 2015）
- Une Forme olympique [キュレーター：ジャン・マルク・ユイトレル]（HECキャンパス 現代美術スペース, パリ, 2016）
- PARADOXA – JAPANESE ART TODAY（Casa Cavazzini, ウーディネ, 2016）
- Paris - Frame & Out of Frame (メンドサ, 2016) (レシフェ, 2016) (ジョアンペソア, 2016)(メデジン, 2016) (ペレイラ, 2016) (マニサレス, 2016）
- メルセデス・ベンツ アート・スコープ 2015-17 漂白する想像力（原美術館、東京, 2017）
- ウィンター・ガーデン：日本現代美術におけるマイクロポップ的想像力の展開（キュレーター: 松井みどり)（マハーサーラカム大学 ジャンパーシーアートギャラリー,マハーサーラカム, 2017)(ペルー北米文化協会, リマ, 2017)
- Contemporary Art From Japan（ニコライ・クンストホール, コペンハーゲン, デンマーク, 2017）
- de Bruit et de mouvements, Videobox Festival（Carreau du Temple, パリ, フランス, 2017）
- In Focus: Contemporary Japan（Minneapolis Institute of Art, ミネアポリス, アメリカ, 2017）
- Japanorama – A new vision on art since 1970（ポンピドゥーセンターメッス, メッス, フランス, 2017）
- Contre-allées(Galerie Georges-Philippe & Nathalie Vallois , パリ, 2017）
- Visions of Exchange Mercedes-Benz Art Scope Award 2009-2017（ダイムラー・コンテンポラリー、ベルリン、ドイツ, 2018）
- Par l'amour du jeu 1998-2018（マガザン・ジェネロウ、パリ, 2018）
- うごくとまる（ハラ ミュージアム アーク、群馬, 2018）
- リニューアル・オープン記念展 「百年の編み手たち－流動する日本の近現代美術－」（東京都現代美術館, 東京, 2019）
- 開館15周年記念展：未来の地図を描くために [ 2 ]（金沢21世紀美術館, 石川, 2019）
- コレクション1：越境する線描（国立国際美術館, 大阪, 2020）
- 泥深い川（すみだ生涯学習センター, 東京, 2020）
- Try the Video-Drawing（TAV gallery, 東京, 2021）
- That’s All Folks ! (for 2021)(Galerie Georges-Philippe & Nathalie Vallois , パリ, 2021）

## その他の活動
- 山賀ざくろ (ダンサー) とのコラボレーション,　HARAJUKU PERFORMANCE + (PLUS)(ラフォーレ原宿,2007)
- 山賀ざくろ (ダンサー) とのコラボレーション,　トヨタコレオグラフィーアワード2008
- ビデオの使い方 たぶん間違ってるけどいいじゃない,  出前アート大学  多摩美術大学校友会（千代田区九段小学校, 2009）
- 吾妻橋ダンスクロッシング (アサヒアートスクエア,2010)
- さまよえる三つ子の魂 (荻窪ベルベットサン, 東京, 2010)
- 一日を飼う,  +ナイト（blanClass, 2010）
- はい!僕です、本当に?,  オンゴーイング・スクール (Art Center Ongoing, 東京, 2011)
- 六本木アートナイト 2012 (六本木ヒルズ, 東京, 2012)
- 焚き火 (blanClass, 鎌倉, 2012)
- すみだ川アートプロジェクト2012 山賀ざくろ (ダンサー) とのコラボレーション (アサヒアートスクエア, 東京, 2012)
- 泉太郎キュレーション展：有袋類（TALION GALLERY, 東京, 2012）
- 池田シゲルキュレーション展：縁側つなわたり・無理強いの計（TALION GALLERY, 東京, 2012）
- hubn't (Orrorin) (Art Center Ongoing, 東京, 2013)
- 六本木アートナイト 徒歩の屋根［泉太郎＋Orrorinとして参加］（六本木ヒルズ, 東京, 2013）
- The Japan-UK Residency Exchange Programme 2013（Cove Park, UK, 2013）
- JINS ART PROJECT（ジンズ・アート・プロジェクト, 2014）［JINS吉祥地店での恒久展示］
- Follow Fluxus レジデンシープログラム(ウィースバーデン, ドイツ, 2014)
- ギュレーション「ホーリーテンプルで豊かな屁」(2016)
- Daimler Contemporary レジデンシープログラム（ベルリン, ドイツ, 2016）
- SAM Art Projects レジデンシープログラム（パリ, フランス, 2017）
- Delfina Foundation レジデンシープログラム（ロンドン, イギリス, 2018）
- あそびのじかん（東京都現代美術館、東京）［ハンバーグ隊メンバーとして参加, 2019］
- A/V: Artist Videos at the Drive-in、curated by The Exploratorium, Institute of Contemporary Art San José, KADIST, and San José Museum of Art［映像作品 "Steak House" のスクリーニング］（West Wind Capitol Drive-In, サンノゼ, 2020）

## 著書
- 『美術妙論家 / 池田シゲル』2009
- 『せのび〜ひとりだち』2009
- 『1P』2009
- 『ドローイングブック』2011
- 『連絡→』2013

## 個展カタログ
- 『こねる』神奈川県民ホール 2010
- 『余地の声〜(タイトル省略)』多摩美術大学 アートテーク・ギャラリー 2018
- 『My eyes are not in the centre』 White Rainbow 2018
- 『ex』ティンゲリー美術館 2020